# Викторија Зјабкина
Викторија Викторовна Зјабкина (рус. Виктория Викторовна Зябкина; Алмати; 4. септембар 1992) казахстанска је атлетичарка, која се такмичи у спринтерским дисциплинама. Као репрезентативка представљала је своју земљу на Летњим олимпијским играма 2012, три светска првенста на отвореном и два у дворани.
Првакиња Азије на 200 м 2013. На Летњој универзијади 2015. освојила је 3 златне медаље на 100, 200 м и штафети 4х100 метара.

## Значајнији резултати
| Датум                  | Такмичење                     | Град                                 | Пласман                | Дисциплина             | Резултат               | Детаљи                                      |
| Представљала Казахстан | Представљала Казахстан        | Представљала Казахстан               | Представљала Казахстан | Представљала Казахстан | Представљала Казахстан |                                             |
| ---------------------- | ----------------------------- | ------------------------------------ | ---------------------- | ---------------------- | ---------------------- | ------------------------------------------- |
| 2009.                  | Светско првенство младих У—18 | Бресаноне, (Италија)                 | 32.                    | 200 м                  | 12,38                  |                                             |
| 2010.                  | Азијско јунирске првенство    | Ханој {Вијетнам}                     |                        | 200 м                  | 24,55                  |                                             |
| 2010.                  | Азијско јунирске првенство    | Ханој {Вијетнам}                     | –                      | 4 x 100 м              | ДИСК                   |                                             |
| 2010.                  | Аѕијске игре                  | Гуангџоу (Кина)                      | 18                     | 100 м                  | 12,07                  |                                             |
| 2010.                  | Аѕијске игре                  | Гуангџоу (Кина)                      | –                      | 4 x 100 м              | НЗ                     |                                             |
| 2011.                  | Светско првенство             | Тегу (Јужна Кореја)                  | 31.                    | 200 м                  | 24,09                  |                                             |
| 2012                   | Азијско првенство у дворани   | Хангџоу (Кина)                       |                        | 60 м                   | 7,44]]                 |                                             |
| 2012                   | Светско првенство у дворани   | Истанбул (Турска)                    | 32.                    | 60 м                   | 7,55                   |                                             |
| 2012                   | Олимпијске игре               | Лондон (Уједињено Краљевство)        | 38.                    | 200 м                  | 13,39                  | [ мртва веза ]                              |
| 2013                   | Азијско првенство             | Пуна (Индија)                        |                        | 200 м                  | 23,62                  |                                             |
| 2013                   | Азијско првенство             | Пуна (Индија)                        | 4                      | 4 x 400 м              | 3:36,09                |                                             |
| 2013                   | Светско првенство             | Москва (Русија)                      | 18.                    | 200 м                  | 24,47                  |                                             |
| 2014                   | Азијске игре                  | Инчон (Јужна Кореја)                 | 4.                     | 100 м                  | 11,67                  |                                             |
| 2014                   | Азијске игре                  | Инчон (Јужна Кореја)                 | 7                      | 200 м                  | 23,69                  |                                             |
| 2014                   | Азијске игре                  | Инчон (Јужна Кореја)                 |                        | 4 x 100 м              | 43,90                  |                                             |
| 2015                   | Светско првенство штафета     | Насау (Бахаме)                       | 6. у гр. Б             | 4 x 100 м              | 44,89                  |                                             |
| 2015                   | Азијско првенство             | Вухан (Кина)                         |                        | 100 м                  | 11,34                  |                                             |
| 2015                   | Азијско првенство             | Вухан (Кина)                         |                        | 200 м                  | 23,09                  |                                             |
| 2015                   | Азијско првенство             | Вухан (Кина)                         | –                      | 4 x 100 м              | ДИСК                   |                                             |
| 2015                   | Универзијада                  | Квангџу (Јужна Кореја)               |                        | 100 м                  | 11,23                  | [ мртва веза ]                              |
| 2015                   | Универзијада                  | Квангџу (Јужна Кореја)               |                        | 200 м                  | 22,77                  | [ мртва веза ]                              |
| 2015                   | Универзијада                  | Квангџу (Јужна Кореја)               |                        | 4 x 100 м              | 44,28                  |                                             |
| 2015                   | Светско првенство             | Пекинг (Кина)                        | 18.                    | 100 м                  | 11,19                  | Архивирано на веб-сајту (29. новембар 2015) |
| 2015                   | Светско првенство             | Пекинг (Кина)                        | 12.                    | 200 м                  | 22,77                  | Архивирано на веб-сајту (29. новембар 2015) |
| 2016                   | Азијско првенство у дворани   | Доха, (Катар)                        |                        | 60 м                   | 7,27                   |                                             |
| 2016                   | Светско првенство у дворани   | Портланд (Сједињене Америчке Државе) | 31.                    | 60 м                   | 7,47                   | Архивирано на веб-сајту (23. мај 2016)      |

## Лични рекорди
Отворено
- 100 м – 11,19 (+0,9 м/с, Пекинг 2015)
- 200 м – 22,77 (-0,8 м/с, Квангџу 2015)
- 400 м – 51,67 (Алмати 2012)

Дворана
- 60 м – 7,20 (Оскемен 2016)
- 200 м – 23,25 (Оскемен 2016)